# Pascal Thomasse
Pascal Thomasse, né le 26 novembre 1952 à Bougy (Calvados), est un pilote de rallye français. Il a été sacré champion de France des rallyes en 1986 avec 35 victoires durant sa carrière en rallies nationaux et internationaux, puis champion du monde en rallye-raid 2 roues motrices en 2009 sur Buggy MD Rallye Sport. Il a également participé à vingt deux Dakar.

## Biographie
En plus d’être pilote automobile, Pascal Thomasse est chef d'entreprise. Il a travaillé pendant plus de 20 ans dans le réseau Budget (location de voitures), pour finalement en prendre la direction générale à l’échelon national en 2004. Le Normand a aussi créé et exploité un réseau de plus de 50 centres de lavage automobile en France.
En 1984, il finit 16e du Tour de Corse sur Renault 5 Turbo, dans le cadre du Championnat du monde des rallyes. 
En 1986, il est sacré champion de France des rallyes.
En 2013, il arrive 9e du classement général auto du Rallye Paris-Dakar, sur buggy MD Rallye Sport, avec Pascal Larroque. 
Depuis 2013, il vit à l'île Maurice.

## Palmarès

### Titres
- Championnat de France des rallyes, sur Renault 5 Maxi Turbo avec Patrick Maine
- 3e du championnat de France de deuxième division en 1990, sur BMW M3
-  3e du championnat de France de deuxième division en 1994, sur BMW M3
- 3e du championnat de France "amateur" (Trophée Ferodo) en 1999, sur Toyota Corolla WRC.
- Vainqueur de la coupe du Monde en rallye Raid 2 roues motrices en 2009.

### Victoires
Championnat de France de deuxième division :
- Rallye d'Automne : 1985, sur R5 Turbo avec N. Gorregues ;
- Rallye de La Baule : 1985, sur R5 Turbo avec N. Gorregues ;
- Rallye de Lorraine : 1986, sur Renault 5 Maxi Turbo, avec Patrick Maine ;
- Rallye Jeanne d'Arc : 1986, sur Renault 5 Maxi Turbo, avec Patrick Maine ;
- Rallye de Lozère 1986 sur Renault 5 Maxi Tubo avec Patrick Maine ;
- Rallye de Touraine 1986 sur Renault 5 Maxi Tubo avec Patrick Maine ;
- Rallye de l'Ain-Jura 1986 sur Renault 5 Maxi Tubo avec Patrick Maine ;
- Rallye d'Alsace 1986 sur Renault 5 Maxi Tubo avec Patrick Maine ;
- Rallye des Monts Dôme 1986 sur Renault 5 Maxi Tubo avec Patrick Maine.

Coupe de France :
- Rallye national de la Côte Fleurie :
  - 1984, sur Renault 5 Turbo avec André Dessoude
  - 1985, sur Renault 5 Turbo avec André Dessoude
  - 1996 sur Ford Escort-Cosworth avec Valérie Fontaine
  - 1997 sur Ford Escort-Cosworth avec Valérie Fontaine
  - 2005, sur Subaru Impreza S8 WRC avec Valérie Fontaine.

Autres :
- Critérium de Touraine : 1986, sur Renault 5 Maxi Turbo, avec Patrick Maine.

### Podiums
Championnat de France :
- 3e du rallye Le Touques - Pas-de-Calais : 2000, sur Toyota Corolla WRC avec V. Fontaine

Championnat de France de deuxième division :
- 2e du Rallye Ain Jura : 1986, sur R5 Maxi Turbo avec Patrick Maine
- 3e du rallye de la Lorraine : 1985, sur R5 Turbo avec N. Gorregues
- 3e du rallye des Monts Dôme : 1985, sur R5 Turbo avec N. Gorregues.

Coupe de France :
- 2e du rallye de la Sainte-Baume-Ciotat : 2004, sur Subaru Impreza S8 WRC 02 avec V. Fontaine ;
- 3e du rallye de la Sainte-Baume-Ciotat : 2003, sur Subaru Impreza S8 WRC 02 avec son fils Maxime.

## Rallye Dakar
Il compte 19 participations.
| Année | Catégorie | Marque          | Position | Copilote          |
| ----- | --------- | --------------- | -------- | ----------------- |
| 1983  | Auto      | Datsun Patrol   | 50e      | André Dessoude    |
| 1984  | Auto      | Mercedes 280 GE | 12e      | Pierre Yver       |
| 1987  | Auto      | -               | Ab.      | -                 |
| 1988  | Auto      | -               | 20e      | -                 |
| 1989  | Auto      | -               | Ab.      | -                 |
| 1990  | Auto      | -               | Ab.      | -                 |
| 1991  | Auto      | -               | Ab.      | -                 |
| 2005  | Auto      | -               | 40e      | -                 |
| 2006  | Auto      | -               | Ab.      | -                 |
| 2007  | Auto      | -               | Ab.      | -                 |
| 2009  | Auto      | -               | 28e      | -                 |
| 2010  | Auto      | -               | Ab.      | -                 |
| 2011  | Auto      | Optimus         | 17e      | Pascal Larroque   |
| 2012  | Auto      | Optimus         | 26e      | Pascal Larroque   |
| 2013  | Auto      | MD Optimus      | 9e       | Pascal Larroque   |
| 2014  | Auto      | MD Optimus      | Ab.      | Pascal Larroque   |
| 2015  | Auto      | MD Optimus      | Ab.      | Pascal Larroque   |
| 2020  | Auto      | MD Optimus      | 31e      | Christophe Crespo |
| 2023  | Auto      | MD Optimus      | 19e      | Gérard Dubuy      |